# Ponte Internacional Barão de Mauá
A Ponte Internacional Barão de Mauá é uma ponte sobre o rio Jaguarão, na fronteira entre o Brasil e o Uruguai. A ponte liga as cidades de Jaguarão, no lado brasileiro, e Rio Branco, no lado uruguaio.
Foi construída entre 1927 e 1930, depois de um tratado firmado em 1918 entre os dois países para pagamento de dívida de guerra.
É o primeiro bem binacional tombado pelo Instituto do Patrimônio Histórico e Artístico Nacional (Iphan), reconhecido como primeiro patrimônio cultural do Mercosul.
A  ponte mede 2.113 metros de comprimento, sendo 340 metros sobre o rio Jaguarão, tendo 12 metros de largura. Na sua parte central existe uma via férrea com duas bitolas ladeada por duas faixas para veículos de três metros cada uma. As faixas possuem ao longo do comprimento calçada para pedestres.
Na construção da ponte trabalharam 6.215 operários de diversas nacionalidades, o lado uruguaio da ponte foi tombado em 1977, enquanto o lado brasileiro da ponte foi tombado em 2011.